# 耶茨冰川
85°1′S 175°0′W / 85.017°S 175.000°W
耶茨冰川（英語：Yeats Glacier）是南極洲的冰川，位於杜費克海岸，屬於毛德王后山脈的一部分，全長13公里，最終在洛克哈特嶺以北注入沙克爾頓冰川，現時由南極條約體系管理。